# Lobobunaea ardesiaca
Lobobunaea ardesiaca är en fjärilsart som beskrevs av Pierre Claude Rougeot 1955. Lobobunaea ardesiaca ingår i släktet Lobobunaea och familjen påfågelsspinnare. Inga underarter finns listade i Catalogue of Life.